# Idiodonus cockerelli
Idiodonus cockerelli är en insektsart som beskrevs av Ball 1900. Idiodonus cockerelli ingår i släktet Idiodonus och familjen dvärgstritar. Inga underarter finns listade i Catalogue of Life.